# 대광고등학교 (부산)
대광고등학교(大洸高等學校)는 대한민국 부산광역시 사하구 당리동에 있는 사립 고등학교이다.

## 학교 연혁
- 1972년 2월 3일 : 하단 상록 재건(중)/새마을(고)학교 설립
- 1974년 3월 3일 : 부산상록기술학교 설립
- 1979년 2월 20일 : 하단 상록 새마을 중·고등학교 설립
- 1979년 12월 7일 : 부산상록고등기술학교 학칙변경
- 1989년 11월 13일 : 학교법인 상록학원 설립 (초대 송수천 이사장 취임)
- 1989년 11월 15일 : 부산상록공업고등기술학교 개편
- 1992년 9월 15일 : 대광공업고등학교 개편 전자계산기(4학급)․전자(5학급)
- 1992년 9월 15일 : 초대 배상태 교장 취임
- 2008년 9월 1일 : 부산광역시교육청 발명․특허 분야 특성화고등학교 지정
- 2009년 3월 1일 : 대광발명과학고등학교 개편 발명과학과(2학급)․발명전자과(3학급) 총 15학급
- 2019년 7월 1일 : 고등학교 명칭 및 학과 변경 인가 대광고등학교, 뷰티아트과 2학급, 3D프린팅과 2학급, 전기전자과 1학급
- 2020년 6월 30일 : 학과 변경 인가 (뷰티아트과 2학급, 3D프린팅과 2학급, VR콘텐츠과 1학급)
- 2023년 2월 9일 : 제41회 졸업식(7,690명)
- 2024년 3월 1일 : 제5대 배동윤 교장 취임

## 설치 학과
- 뷰티아트과
- VR콘텐츠과
- 3D프린팅과

## 참고 자료
- 대광고등학교 - 한국교육학술정보원 학교알리미